# 昇降設備
建築における昇降設備（しょうこうせつび）は、建築物内における人、物等を運送する設備のことを指す。
下に大まかな分類を載せる。これらはすべて、建築基準法の建築設備の一つとして様々な法令に規制されている。
- エレベーター
  - ロープ式
  - 油圧式
  - リニアモーター式
- エスカレーター
- 小荷物専用昇降機（ホテルにおける配膳用のエレベーターなど）